# Partnerschaftsregister
Das Partnerschaftsregister wird beim Amtsgericht auf Grundlage des Registerrechts geführt. Es registriert als öffentliches Register eine Partnerschaft als Personengesellschaft mit den Angaben über ihre wesentlichen Rechtsverhältnisse.
Die Partnerschaft ist eine Rechtsform, in der sich Angehörige freier Berufe zusammenschließen können.